# AVN Award/Bester Darsteller
Der AVN Award für den besten Darsteller (Best Leading Actor) ist ein Preis, der von Adult Video News im Rahmen ihrer jährlichen Verleihung des AVN Awards vergeben wird. Zusammen mit der Darstellerinnenkategorie Beste Darstellerin wurde er 1984, bei der ersten Ausgabe des Awards verliehen.
Bis 2008 wurde zwischen Film und Video unterschieden. Seit 2009 gibt es nur noch eine Kategorie.
Der erste Gewinner des Awards war Richard Pacheco für seine Mitwirkung an Irrestible. Die meisten Siege teilen sich Mike Horner, Randy Spears, Evan Stone und Tommy Pistol mit insgesamt fünf, gefolgt von Buck Adams, Steven St. Croix und Tom Byron mit vier Awards.

## Übersicht

### 1984–2008
| Jahr | Photo | Name             | Film                                   | Nominierungen | Belege |
| ---- | ----- | ---------------- | -------------------------------------- | --- | ------ |
| 1984 |       | Richard Pacheco  | Irresistible (Film)                    | | [ 1 ]  |
| 1985 |       | Eric Edwards     | X Factor (Film)                        | | [ 2 ]  |
| 1986 |       | Harry Reems      | Trashy Lady (Film)                     | | [ 3 ]  |
| 1986 |       | Eric Edwards     | Dangerous Stuff (Video)                | | [ 3 ]  |
| 1987 |       | Mike Horner      | Sexually Altered States (Film)         | - Jack Baker, Devil in Miss Jones Part 3: A New Beginning - Jerry Butler, Star Angel - Ron Jeremy, Flesh and Fantasy - John Leslie, Blonde Heat | [ 4 ]  |
| 1987 |       | Buck Adams       | Rockey X (Video)                       | - Billy Dee, Flasher - Jamie Gillis, Sweet Revenge - John Leslie, The Passion Within - Harry Reems, Lucky in Love | [ 4 ]  |
| 1988 |       | John Leslie      | Firestorm II (Film)                    | | [ 5 ]  |
| 1988 |       | Robert Bullock   | Romeo and Juliet (Video)               | | [ 5 ]  |
| 1989 |       | Robert Bullock   | Portrait of an Affair (Film)           | - John Leslie, Miami Spice II - Herschel Savage, Amanda by Night I | [ 6 ]  |
| 1989 |       | Jon Martin       | Case of the Sensuous Sinners (Video)   | - Buck Adams: Rockey X – The Final Round - Robert Bullock, Maxine - Jesse Eastern, Beverly Thrillbillies - John Leslie, Dy Nasty - John Leslie, Addicted to Love - Joey Silvera, Angel Puss - Randy Spears, Portrait of a Nymph - Paul Thomas, Sinners - Randy West, The Young and the Wrestling | [ 6 ]  |
| 1990 |       | Jon Martin       | Cool Sheets (Video)                    | | [ 7 ]  |
| 1991 |       | Randy Spears     | The Masseuse (Film)                    | - Jerry Butler, The Swap - Rick Savage, A Portrait of Christy - Wayne Summers, Radioactive - Randy West, Torrid Without a Cause 2 | [ 8 ]  |
| 1991 |       | Eric Edwards     | The Last X-Rated Movie, Part 1 (Video) | | [ 8 ]  |
| 1992 |       | Buck Adams       | Roxy (Film)                            | | [ 9 ]  |
| 1992 |       | Tom Byron        | Sizzle (Video)                         | - Joey Silvera, Indiscretions | [ 9 ]  |
| 1993 |       | Mike Horner      | The Seduction of Mary (Film)           | - Rocco Siffredi, Face Dance, Parts 1 & 2 | [ 10 ] |
| 1993 |       | Joey Silvera     | The Party (Video)                      | - Tony Tedeschi, The Buttsizer | [ 10 ] |
| 1994 |       | Mike Horner      | Justine: Noting To Hide 2 (Film)       | - Jon Dough, New Wave Hookers 3 - Steve Drake, Anonymous - Mike Horner, Sex - Randy Spears, New Lovers - Marc Wallice, Endlessly - Marc Wallice, If These Walls Could Talk 1 & 2 | [ 11 ] |
| 1994 |       | Jonathan Morgan  | The Creasemaster (Video)               | - T. T. Boy, Neutron Man - Jerry Butler, Puppy Love - Jon Dough, Endangered - Steve Drake, Guilty by Seduction - Mike Horner, Blinded by Love - Jonathan Morgan, Just My Imagination - Steven St. Croix, Arabian Nights - Rocco Siffredi, Frat Girls of Double Double D - Joey Silvera, County Line | [ 11 ] |
| 1995 |       | Buck Adams       | No Motive (Film)                       | - Buck Adams, Climax 2000 - Buck Adams, Hustlers - Jon Dough, Affairs of the Heart - Jon Dough, The Swap Part 2 - Jonathan Morgan, Who Killed Holly Hollywood? - Gerry Pike, Sex - Steven St. Croix, Dog Walker - Marc Wallice, The Swap Part 2 | [ 12 ] |
| 1995 |       | Steven St. Croix | Chinatown (Video)                      | - Buck Adams, Gemini - Randy Spears, Bad Habits - Tony Tedeschi, Babe Magnet - Randy West, Fantasy Exchange - Jon Dough, The Face - Sean Michaels, In the Bush - Mike Horner, drei Filme | [ 12 ] |
| 1996 |       | Mike Horner      | Lessons in Love (Film)                 | - Jon Dough, Heartbeat - Jonathan Morgan, On Her Back - Steven St. Croix, Cinesex - Steven St. Croix, Blue Movie - Tony Tedeschi, Skin Hunger - Randy West, Companion: Aroused 2 | [ 13 ] |
| 1996 |       | Jon Dough        | Latex (Video)                          | - Mike Horner, Butt Detective - Jonathan Morgan, Risque Burlesque - Alex Sanders, Strip Poker - Joey Silvera, Fresh Meat - Steven St. Croix, The Romeo Syndrome - Steven St. Croix, Generally Horny Hospital - Tony Tedeschi, Anal Intruder 9: The Butt from Another Planet - Marc Wallice, Candy Factory | [ 13 ] |
| 1997 |       | Jamie Gillis     | Bobby Sox (Film)                       | - Buck Adams, Sexual Healing - Christoph Clark, Hamlet - Mark Davis, Oral Addiction - Mike Horner, Lust and Desire - Steven St. Croix, Gangland Bangers - Steven St. Croix, The Show - Tony Tedeschi, Party House - Randy West, Expose Me Again | [ 14 ] |
| 1997 |       | Jon Dough        | Shock (Video)                          | - Tom Byron, Gregory Dark's Flesh - Jonathan Morgan, Silver Screen Confidential - Alex Sanders, Stacked Deck - Carter Stone, Whackers - Tony Tedeschi, Heinie’s Heroes - Tony Tedeschi, Sue - Vince Vouyer, Hard Evidence - T. T. Boy, NYDP Blue | [ 14 ] |
| 1998 |       | Steven St. Croix | Bad Wives (Film)                       | - Buck Adams, Filth - Mickey G., The Zone - Mike Horner, Africa Rising - Mike Horner, Smoke & Mirrors - Mike Horner, Tight Spot - Jonathan Morgan, Sleaze - Tony Tedeschi, The Heist - Vince Vouyer, Control | [ 15 ] |
| 1998 |       | Tom Byron        | Indigo Delta (Video)                   | - Mickey G., Surrender - Dave Hardman, A Pervert Walks Among Us - Mike Horner, Crazed - Mike Horner, Swinging in the Rain - Jonathan Morgan, Makin' Whoopee - Jonathan Morgan, Texas Dildo Masquerade - Wilde Oscar, Moondance - Tony Tedeschi, Blue Dahlia - Valentino, Drop Sex: Wipe the Floor | [ 15 ] |
| 1999 |       | James Bonn       | Models (Film)                          | - Tom Byron – Carnal Instincts - Jon Dough – Shipwreck - Mickey G. – Love's Passion - Jonathan Morgan – Prey - Wilde Oscar – Eros Instinct - Herschel Savage – Phoenix Rising - Alex Sanders – Appassionata - Kyle Stone – The Kiss - Vince Vouyer – Mobster's Wife | [ 16 ] |
| 1999 |       | Michael J. Cox   | L.A. Uncovered (Video)                 | - James Bonn – Bed of Roses - Tyce Buné – Turn About - Tom Byron – One Size Fits All - Anthony Crane – Deep Throat: The Quest Begins - Dave Hardman – Chamber of Whores - Alec Metro – Exile - Jonathan Morgan – Thai Me Up - Kyle Stone – Snatchers - Tony Tedeschi – In Your Dreams | [ 16 ] |
| 2000 |       | James Bonn       | Chloe (Film)                           | - John Decker, The Trophy - Mickey G., Taxi Dancer - Mike Horner, In the Flesh - Herschel Savage, Nothing to Hide 3 & 4 - Randy Spears, Poseur - Bobby Vitale, Talent Scout | [ 17 ] |
| 2000 |       | Randy Spears     | Double Feature! (Video)                | - Brad Armstrong, Knockout - Tyce Buné, Revenge - Tom Byron, Archer's Last Day - Mickey G., Eyes of Desire 2 - Mike Horner, Sexplicity - Michael Raven, Mindfuck - Tony Tedeschi, Taboo 18 | [ 17 ] |
| 2001 |       | Evan Stone       | Adrenaline (Film)                      | - Tyce Bune. True Blue - Dillion Day. Watchers - John Decker. Secret Party - Mike Foster. Jekyll and Hyde - Joel Lawrence. Les Vampyres - Herschel Savage. Dream Quest - Randy Spears. Façade - Bobby Vitale. Façade | [ 18 ] |
| 2001 |       | Joel Lawrence    | Raw (Video)                            | - Tyce Bune, Wages of Sin - Dillion Day, Dark Angels - Mike Horner, Prisoner of Sex - Jonathan Morgan, Becoming Wet - Herschel Savage, Spellbound - Randy Spears, Partners Forever - Lexington Steele, West Side - Evan Stone, Paradise Hole - Tony Tedeschi, She Town | [ 18 ] |
| 2002 |       | Anthony Crane    | Beast (Film)                           | - Dale DaBone, Fade to Black - Dillion Day, Underworld - Mickey G., Free Sex on Earth - Herschel Savage, Mafioso - Randy Spears, Bad Wives 2 - Evan Stone, Taken | [ 19 ] |
| 2002 |       | Mike Horner      | Euphoria (Video)                       | - Anthony Crane, Porn-o-Matic 2001 - Joel Lawrence, The Hole Truth - Eric Masterson, The Black Room - Randy Spears, Shocking Truth - Steven St. Croix, Planet of the Babes - Valentino, Pimped By An Angel 2 - Nacho Vidal, Face Dance Obsession | [ 19 ] |
| 2003 |       | Brad Armstrong   | Falling From Grace (Film)              | - John Decker, Love Games - Dillon, Poison Angel - Joel Lawrence, Les Vampyres 2 - Rocco Siffredi, The Fashionistas - Steven St. Croix, Paradise Lost | [ 20 ] |
| 2003 |       | Dale DaBone      | Betrayed By Beauty (Video)             | - Brad Armstrong, Heroin - Steve Austin, Pleasureville 2: Shagnet - Baz, The Ozporns - Steve Holmes, Funky Fetish Horror Show - Julian, Naked Eye - Kris Knight, The Ass Collector - Joel Lawrence, Karma - Toni Ribas, The Private Gladiator - Randy Spears, Sex World 2002 - Steven St. Croix, Colorblind - Evan Stone, Breathless | [ 20 ] |
| 2004 |       | Randy Spears     | Heart of Darkness (Film)               | - Dale DaBone, Sordid - Joel Lawrence, Mirror Image - Kurt Lockwood, Compulsion - Rafe, Snakeskin - Steven St. Croix, Heaven - Tony Tedeschi, So I Married a Porn Star | [ 21 ] |
| 2004 |       | Evan Stone       | Space Nuts (Video)                     | - Brad Armstrong, Not a Romance - Barrett Blade, No Limits - Tyce Bune, The Arrangement - Dillon Day, Phoenix Rising 2 - Eric Masterson, Perfection - Herschel Savage, Roommate From Hell - Dick Smothers, Jr., Bad Influence - Randy Spears, The Assignment - Steven St. Croix, Improper Conduct | [ 21 ] |
| 2005 |       | Justin Sterling  | The Masseuse (Film)                    | - Eric Masterson, The 8th Sin - Evan Stone, Dual Identity - Tony Tedeschi, The 8th Sin | [ 22 ] |
| 2005 |       | Barrett Blade    | Loaded (Video)                         | - Brad Armstrong, Fluff and Fold - Joel Lawrence, Erotic Focus - Mr. Marcus, Blue Rain - Eric Masterson, Loaded - Herschel Savage, Love and Bullets - Randy Spears, Misty Beethoven: The Musical - Evan Stone, Faraway - Tony Tedeschi, Chasey’s Back | [ 22 ] |
| 2006 |       | Randy Spears     | Eternity (Film)                        | - Chris Cannon, Scorpio Rising - Nick Manning, Les Bitches - Alec Metro, Les Bitches - Herschel Savage, Dark Side | [ 23 ] |
| 2006 |       | Evan Stone       | Pirates (Video)                        | - Otto Bauer, Catherine - Barrett Blade, Dark Angels 2: Bloodline - Dillon, Dark Angels 2: Bloodline - Tommy Gunn, AGP: All Girl Protection - Dean James, Killing Courtney Luv - Dick Smothers, Jr., Dark Deception - Randy Spears, One Man’s Obsession - Steven St. Croix, Undertow - George Uhl, Robinson Crusoe on Sin Island | [ 23 ] |
| 2007 |       | Randy Spears     | Manhunters (Film)                      | - Buck Adams – Uninhibited - Tommy Gunn – To Die For - Julian – Janine’s Been Black Maled - Rocco Siffredi – Emperor | [ 24 ] |
| 2007 |       | Evan Stone       | Sex Pix (Video)                        | - Brad Armstrong – Women on Top - Van Damage – Intimate Strangers - Manuel Ferrara – Bustful of Dollars - Mike Horner – The New Neighbors - Spyder Jonez – Desperate - Kurt Lockwood – Illicit - Nick Manning – Sacred Sin - Eric Masterson – 3 Wishes - Tommy Pistol – Joanna's Angels 2: Alt Throttle - Reda Semlahen – Sex City - Rocco Siffredi – Fashionistas Safado: The Challenge - Dick Smothers, Jr. – Get Luckier! - Randy Spears – Just Like That - Steven St. Croix – Wonderland | [ 24 ] |
| 2008 |       | Tom Byron        | Layout (Film)                          | | [ 25 ] |
| 2008 |       | Brad Armstrong   | Coming Home (Video)                    | - Barrett Blade, Nowhere Angels (Cal Vista/Metro) - Chris Cannon, Dolores of My Heart (Pulpo Inc.) - Tony De Sergio, Black Worm (Pulpo Inc.) - Mike Horner, Not the Bradys XXX (Hustler) - Nick Manning, Spunk'd the Movie (6969 Entertainment) - Derrick Pierce, Upload (SexZ Pictures) - Tony Pounds, American Dream (Vivid) - Herschel Savage, Delilah (Wicked) - Rocco Siffredi, Fashionistas Safado: Berlin (Evil Angel) - Justin Slayer, Merc (Evil Angel) - Randy Spears, Black Widow (Wicked) - Steven St. Croix, Operation: Desert Stormy (Wicked) - Evan Stone, Pulp Friction (Adam & Eve) - Voodoo, Insertz (Wicked) | [ 25 ] |

### Ab 2009
| Jahr | Photo | Name             | Film                               | Nominierungen | Belege |
| ---- | ----- | ---------------- | ---------------------------------- | --- | ------ |
| 2009 |       | Evan Stone       | Pirates II: Stagnetti's Revenge    | - Brad Armstrong – Fallen - Barrett Blade – The Wicked - Dino Bravo – Get Smartass - James Deen – The Chauffeur's Daughter - Manuel Ferrara – Pipe Dreams - Mike Horner – Not Bewitched XXX - Tyler Knight – Ransom - Tommy Gunn – Hearts and Minds II: Modern Warfare - Marcus London – Two - Mr. Marcus – Cry Wolf - Tommy Pistol – Horat - Randy Spears – The Last Rose - Justin Sterling – Burn - Lee Stone – This Ain't the Munsters XXX | [ 26 ] |
| 2010 |       | Eric Swiss       | Not Married With Children XXX      | - Ace – The Jeffersons: A XXX Parody - Keni Styles – Pure - Otto Bauer – Everybody Loves Lucy - James Deen – Scrubs: A XXX Parody - Guy DiSIlva – Barrack's Big Stimulus Package - Tommy Gunn – Heaven - Eric Masterson – Hush - Sean Michaels – L.A. Pink - Anthony Rosano – The Sex Files: A Dark XXX Parody - Herschel Savage – 30 Rock: A XXX Parody - Randy Spears – Educating Alli - Evan Stone – Pussy a Go Go - Voodoo – The Cougar Hunter - Frankie Young – Jon & Kate Fuck Eight | [ 27 ] |
| 2011 |       | Tom Byron        | The Big Lebowski: A XXX Parody     | - Chad Alva – The Breakfast Club: A XXX Parody - Brad Armstrong – 4Some - Paul Chaplin – BatfXXX: Dark Night Parody - Cheyne Collins – The Vampire Sex Diaries - Dane Cross – 3 Days in June - Dale DaBone – Batman XXX: A Porn Parody - Chad Diamond – This Ain't Glee XXX - Ben English – The Condemned - Tommy Gunn – Rawhide 2: Dirty Deeds - Jack Lawrence – Reno 911: A XXX Parody - Mr. Marcus – Savanna's Been Blackmaled 2 - Tommy Pistol – Joanna's Angels 3 - Rock: The Icon – Fatally Obsessed | [ 28 ] |
| 2012 |       | Dale DaBone      | Elvis XXX: A Porn Parody           | - James Bartholet – Saw: A Hardcore Parody - Barrett Blade – Killer Bodies - Tom Byron – Runaway - Xander Corvus – Lost and Found - Ryan Driller – Superman XXX: A Porn Parody - Ben English – Official The Silence of the Lambs Parody - Seth Gamble – Saturday Night Fever XXX: An Exquisite Films Parody - Jack Lawrence – Anchorman: A XXX Parody - Ryan McLane – Official Psycho Parody - Tommy Pistol – Taxi Driver: A XXX Parody - Anthony Rosano – Rocky XXX: A Parody Thriller! - Randy Spears – The Orgasm - Evan Stone – This Ain’t Ghostbusters XXX 3D - Mac Turner – The Rocki Whore Picture Show: A Hardcore Parody | [ 29 ] |
| 2013 |       | Steven St. Croix | Torn                               | - Richie Calhoun – Diary of Love - Xander Corvus – Immortal Love - Dane Cross – A Mother's Love - Richie Deville – My Mother's Best Friend 6 - Giovanni Francesco – The Dark Knight XXX: A Porn Parody - Seth Gamble – Star Wars XXX: A Porn Parody - Marcus London – Spartacus MMXII: The Beginning - Eric Masterson – Dallas XXX: A Parody - Brendon Miller – Happy Endings - Tommy Pistol – Pee-Wee's XXX Adventure: A Porn Parody - Anthony Rosano – The Friend Zone - Randy Spears – Men in Black: A Hardcore Parody - Evan Stone – Mork & Mindy: A DreamZone Parody - Jack Vegas – Blow                                     | [ 30 ] |
| 2014 |       | Tommy Pistol     | Evil Head                          | - Richie Calhoun – The Submission of Emma Marx - Dale DaBone – Iron Man XXX: An Axel Braun Parody - Mark Davis – Nobody’s Daughter - James Deen – Watch Over Me - Ryan Driller – Man of Steel XXX: An Axel Braun Parody - Seth Gamble – Just In Beaver Fever - Alec Knight – Breaking Bad XXX: A Sweet Mess Films Parody - Keiran Lee – To Live and Fuck in L.A. - Kurt Lockwood – What Do You Want Me to Say? - Brendon Miller – Divorcees - Kris Slater – Unfaithful - Steven St. Croix – Truth Be Told - Evan Stone – Adventures in Eden - Michael Vegas – Rebound                                                             | [ 31 ] |
| 2015 |       | Steven St. Croix | Wetwork                            | - Barrett Blade, Snow White: An Axel Braun Parody - James Deen, Untamed Heart - Seth Gamble, Cinderella XXX: An Axel Braun Parody - Billy Glide, Silhouette - Tommy Gunn, American Hustle XXX Porn Parody - Kurt Lockwood, 24 XXX: An Axel Braun Parody - Brendon Miller, Thor XXX: An Axel Braun Parody - Tyler Nixon, Aftermath - Logan Pierce, Shades of Kink 2 - Tommy Pistol, Austin Powers XXX: A Porn Parody - Alan Stafford, These Things We Do - Jeremy Steele, The Manson Family XXX - Kyle Stone, Owner Gets Clipped - Michael Vegas, Switch                                                                           | [ 32 ] |
| 2016 |       | Tommy Pistol     | Stryker                            | - Richie Calhoun, The Submission of Emma Marx: Boundaries - Danny D, The Doctor - James Deen, Stockholm Syndrome - Ryan Driller, Marriage 2.0 - Erik Everhard, Broken Vows - Giovanni Francesco, Batman v Superman XXX: An Axel Braun Parody - Seth Gamble, Brothers & Sisters - Danny Mountain, Lock and Load - Tyler Nixon, Housemates 2 - Derrick Pierce, Magic Mike XXXL: A Hardcore Parody - Toni Ribas, Bullet to the Top - Ryan Ryder, Peter Pan XXX: An Axel Braun Parody - Michael Vegas, Shades of Kink 4 - Chad White, Waiting on Love                                                                                 | [ 33 ] |
| 2017 |       | Xander Corvus    | The Preacher's Daughter            | - Richie Calhoun, The Submission of Emma Marx: Exposed - Danny D, Sherlock: A XXX Parody - Ryan Driller, True Detective: A XXX Parody - Steve Holmes, The One I Lust - Marcus London, Devil Inside - Ryan McLane, Win a Date With Sophia Blake - Tyler Nixon, This Ain’t Fallout XXX - Tommy Pistol, Suicide Squad XXX: An Axel Braun Parody - Ryan Ryder, Storm of Kings: XXX Parody - Steven St. Croix, Color Blind - Evan Stone, The Donald - Nacho Vidal, Outland: Beyond the Far West - Chad White, The Marine - Aaron Wilcoxxx, Fragment of Love                                                                            | [ 34 ] |
| 2018 |       | Tommy Pistol     | Ingenue                            | - Brad Armstrong, Takers - Danny D, Bulldogs - Charles Dera, Half His Age: A Teenage Tragedy - Damon Dice, From the First Moment - Ryan Driller, An Inconvenient Mistress - Seth Gamble, Karma - Tyler Knight, Interracial Family Needs - Marcus London, Unbridled - Derrick Pierce, Indirect Relations - Logan Pierce, The Voyeur - Toni Ribas, Blood Sisters - Ryan Ryder, The Altar of Aphrodite - Nacho Vidal, Outland 2: Looking for Freedom - Chad White, Laura | [ 35 ] |
| 2019 |       | Seth Gamble      | Deadpool XXX: An Axel Braun Parody | - Brad Armstrong, The Cursed XXX - Johnny Castle, The Finisher: A DP XXX Parody - Xander Corvus, Xander's World Tour - Danny D., NeverMore - James Deen, Starfucked - Ryan Driller, The Seduction of Heidi - Robby Echo, Hand Solo: A DP XXX Parody - Small Hands, A Trailer Park Taboo - Steve Holmes, Dirty Grandpa - Ryan McLane, Cursed - Derrick Pierce, Second First Date - Logan Pierce, Love in the Digital Age - Tommy Pistol, Anne: A Taboo Parody - Michael Vegas, How I Fucked Your Mother: A XXX Parody | [ 36 ] |
| 2020 |       | Seth Gamble      | Perspective                        | - Nathan Bronson, Dibs on Mom - Dick Chibbles, Bishop's Interview: An Alina Lopez Story - Lucas Frost, Father Recall - Small Hands, Her & Him - Steve Holmes, The Daughter Deal - Tyler Knight, The Cookie Jar - Tommy Pistol, The Aura Doll - Donnie Rock, Game of Bones 2: Winter Came Everywhere - Michael Vegas, Face to Face - Zac Wild, If It Feels Right | [ 37 ] |
| 2021 |       | Seth Gamble      | A Killer on the Loose              | - Nathan Bronson, My Sinful Valentine - Danny D., No Mercy for Mankind - Quinton James, The Seductress - Ryan Mclane, Pushing Boundaries - Tyler Nixon, Don't Say a Word - Derrick Pierce, Primary - Tommy Pistol, iLove - Michael Vegas, Out With a Bang - Chad White, Who's Your Daddy? | [ 38 ] |
| 2022 |       | Tommy Pistol     | Under the Veil                     | - Mick Blue, Tell Her - Dante Colle, Casey: A True Story - Xander Corvus, Survive the Night - Duke Daybreak, Ink Motel 3 - Seth Gamble, Gods & Sinners - Small Hands, Succubus - Quinton James, Toxic - Scott Nails, Kill Code 87 - Derrick Pierce, Primary Season 2 | [ 39 ] |
| 2023 |       | Seth Gamble      | Going Up                           | - Mike Chapman, Introspection - Dante Colle, One Night in Los Angeles - Charles Dera, Duplicity - Lucky Fate, Grinders - Quinton James, Obsessed 2 - Isiah Maxwell, I Love You, You’re Fired - Ryan Mclane, The Hitman: Love Is Deadly - Tommy Pistol, The Voyeur 5 - Nicky Rebel, Shoot Your Shot | [ 40 ] |
| 2024 |       | Tommy Pistol     | Feed Me                            | - Barrett Blade, Redemption - Dante Colle, The Wedding - Xander Corvus, Space Junk - Lucky Fate, Privilege - Seth Gamble, Reckless - Jonte, Ashford Manor - Isiah Maxwell, Sally Mae: The Revenge of the Twin Dragons - Ryan Mclane, Platonic - Derrick Pierce, Primary 3 | [ 41 ] |
| 2025 |       | Chad Alva        | Alive                              | - Robby Apples, So Extra! - Nathan Bronson, Amuse Bouche - Danny D, Scandalous - Charles Dera, Iris - Seth Gamble, Birth - Alex Jones, Sweethearts - Ryan Mclane, Side Hustle - Scott Nails, Gold Diggers - Codey Steele, My Best Friend’s Girl 2 | [ 42 ] |

## Mehrfache Siege
| Siege | Darsteller       |
| ----- | ---------------- |
| 5     | Mike Horner      |
| 5     | Tommy Pistol     |
| 5     | Randy Spears     |
| 5     | Evan Stone       |
| 4     | Buck Adams       |
| 4     | Seth Gamble      |
| 4     | Steven St. Croix |
| 4     | Tom Byron        |
| 3     | Eric Edwards     |
| 2     | Jon Dough        |
| 2     | Dale DaBone      |
| 2     | Brad Armstrong   |
| 2     | Robert Bullock   |
| 2     | James Bonn       |